# Wellpark Brewery

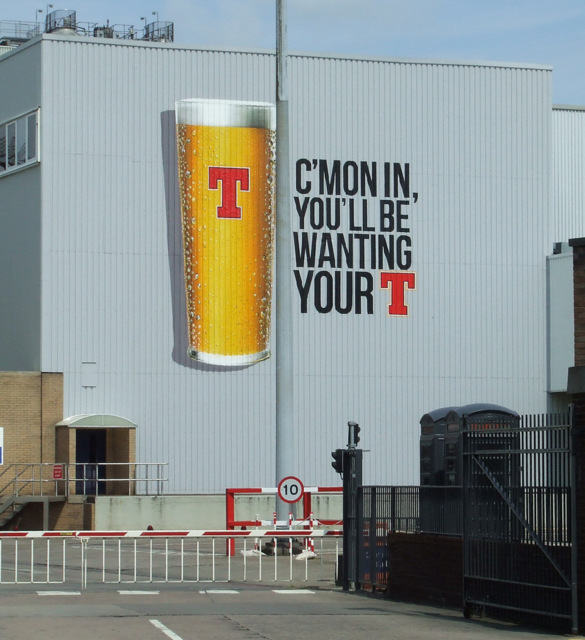
Tor zu Brauerei (2013)

Die Wellparkbrauerei ist eine Brauerei im Osten Glasgows unterhalb Glasgow Necropolis. Sie ist Sitz der Tennent Caledonian Breweries UK Ltd.
Die Brauerei wurde 1740 von Hugh und Robert Tennent gegründet. Überregionale Bekanntheit erlangte die Brauerei ab 1885 mit dem Hauptprodukt Tennent's Lager. Dieses Bier ist in Schottland Marktführer bei den untergärigen Bieren. Der alte Name J&R Tennent wurde in den 1960er Jahren nach Besitzerwechsel und Fusion mit einer Edinburgher Brauerei in Tennent Caledonian Breweries geändert. Heute gehört die Brauerei mit einer jährlichen Kapazität von über 2.000.000 hl zur C&C Group (u. a. Magners). Mit der Beteiligung Drygate Brewing Company (ein Joint-Venture mit Williams Bros) engagiert man sich am gleichen Standort seit 2015 auch auf dem Markt der Craft-Biere.